# Carl Hauptmann
Carl Ferdinand Max Hauptmann, pseudonym Ferdinand Klar, född 11 maj 1858 i Obersalzbrunn, provinsen Schlesien, död 4 februari 1921 i Schreiberhau i Schlesien, var en tysk författare.
Han uppträdde som dramatiker (Marianne, 1894, Waldleute, 1895, Epliraims Breite. 1898, Die Bergschmiede, 1901, Des Königs Harfe, 1903, Die Austreibung, 1905, och Moses, 1906) och novellist (Sonnenwanderer, 1896, den lyriska skissboken Aus meinem Tagebuch,  1899,  den naturalistiska romanen Mathilde, 1902, Aus Hütten am Hange, samma år, Miniaturen, 1904, Einfältige,  1905, och romanen Einhart der Lächler, 1907). Egentligen var han fysiolog och psykolog (filosofie doktor med Die Metaphysik in der modernen Physiologie, 1892), lärjunge till Richard Avenarius. Han hade stort inflytande på sin yngre bror (Gerhart Hauptmann).